# Antoine-Claude-Pierre Masson de La Motte-Conflans
Antoine-Claude-Pierre Masson de La Motte-Conflans (* 1727  in Vertus; † 1801 ebenda) war ein französischer Advocat  und Enzyklopädist.

## Leben und Wirken
Er war Rechtsanwalt am Parlement de Paris darüber hinaus war La Motte-Conflans  Mitglied der Société littéraire de Châlons-sur-Marne.
Für die Encyclopédie von Denis Diderot schrieb er  Denier césar und Épier.
Er heiratete Marie Anne Laloy in Lille (Nord) am 11. Oktober 1756.

## Werke (Auswahl)
- L’Année sans merveille, ou Fausseté de l’année merveilleuse. (de l’abbé Coyer), Lille, 1748 ;
- L’Armée du Roi dans la Flandre hollandaise. ode, 1747.
- Épitre au Roi sur la paix: Publiée sous le nom d’un officier gascon.
- Epître du magister de Lauffeldt an curé de Fontenoy. 1747, in-12 ;
- Étrennes du Parnasse. 1748, in-12 ;
- La Gloire de la ville d’Ypres sous le gouvernement français. ode, 1746.